# Yarbayon
Yarbayon är en klan i Liberia.   Den ligger i regionen Bong County, i den centrala delen av landet, 90 km nordost om huvudstaden Monrovia.